# Johann Christoph Gottleber
Johann Christoph Gottleber (* 27. November 1733 in Chemnitz; † 1. Mai 1785 in Meißen) war ein deutscher Lehrer und Schulschriftsteller.

## Leben
Johann Christoph Gottleber der Sohn eines Zeughändlers und Kirchenvorstehers aus Chemnitz. Nach dem Besuch des dortigen Lyzeums ging er zum Studium an die Universität Leipzig. Aufgrund des Siebenjährigen Krieges konnte er das Studium in Leipzig nicht abschließen. Um Geld zu verdienen, wurde er Hofmeister einer königlich-polnischen und kurfürstlich-sächsischen Beamtenfamilie in Altorf. An der dortigen Universität konnte Gottleber sein Studium zum Abschluss bringen und 1761 den Magistertitel erwerben. Der Titel seiner theologischen Magisterarbeit lautete De emphasium iudicandarum difficultate. Theol.
Nach dem Frieden von Hubertusburg kehrte Gottleb in das Kurfürstentum Sachsen zurück, wo er in der sächsischen Bergstadt  Annaberg im Erzgebirge 1763 das Rektorat des dortigen Lyzeums übernahm. Bereits 1764 bildete er dort aus einigen Schülern der Prima eine Deutsche Gesellschaft, die in Poesie und Prosa nach den von Gellert, Klopstock, Cramer, Mosheim und Jerusalem gegebenen Vorbildern sich versuchen und zu gegenseitiger Kritik vielfach Anlaß geben sollte.
1771 erhielt Gottleber die Leitung der Fürstenschule St. Afra in Meißen angeboten, die er ohne zu zögern übernahm. Dort führte er die Schulordnung von Ernesti ein.
Nach seinem Tod erschien der Katalog seiner Bibliothek unter dem Titel Catalogvs Bibliothecae B. Io. Christophori Gottleberi. A. M. Et Illvstris Afranei Nvper Rectoris Cvivs Avctio Pvblica In Collegio Rvbro a Die XXII. Mai MDCCLXXXVI Institvenda 1786 in Leipzig.

## Werke
Er gab eine Reihe von Schulschriften zu Plato, Philo und Cicero heraus, so insbesondere:
- Vota pro salute... Friderici Augusti, electoris et ducis Saxoniae etc. etc. natali ipsius die..., Annaberg 1768
- Platon: Platonis Menexenus et Periclis Thucydidei oratio funebris. Recensuit et animadversionibus illustravit Io. Chr. Gottleber, 1782.

Ferner bereitete er eine Ausgabe des Thukydides vor.